# Лисун Бата
Лисун Бата (Pomatoschistus bathi) є дрібно-розмірною прибережною рибою родини Бичкових. Поширений в східному Середземномор'ї, також у Мармуровому морі. В останні часи цей вид відзначений в Чорному морі.